# Aeroporto Internacional de Cabul

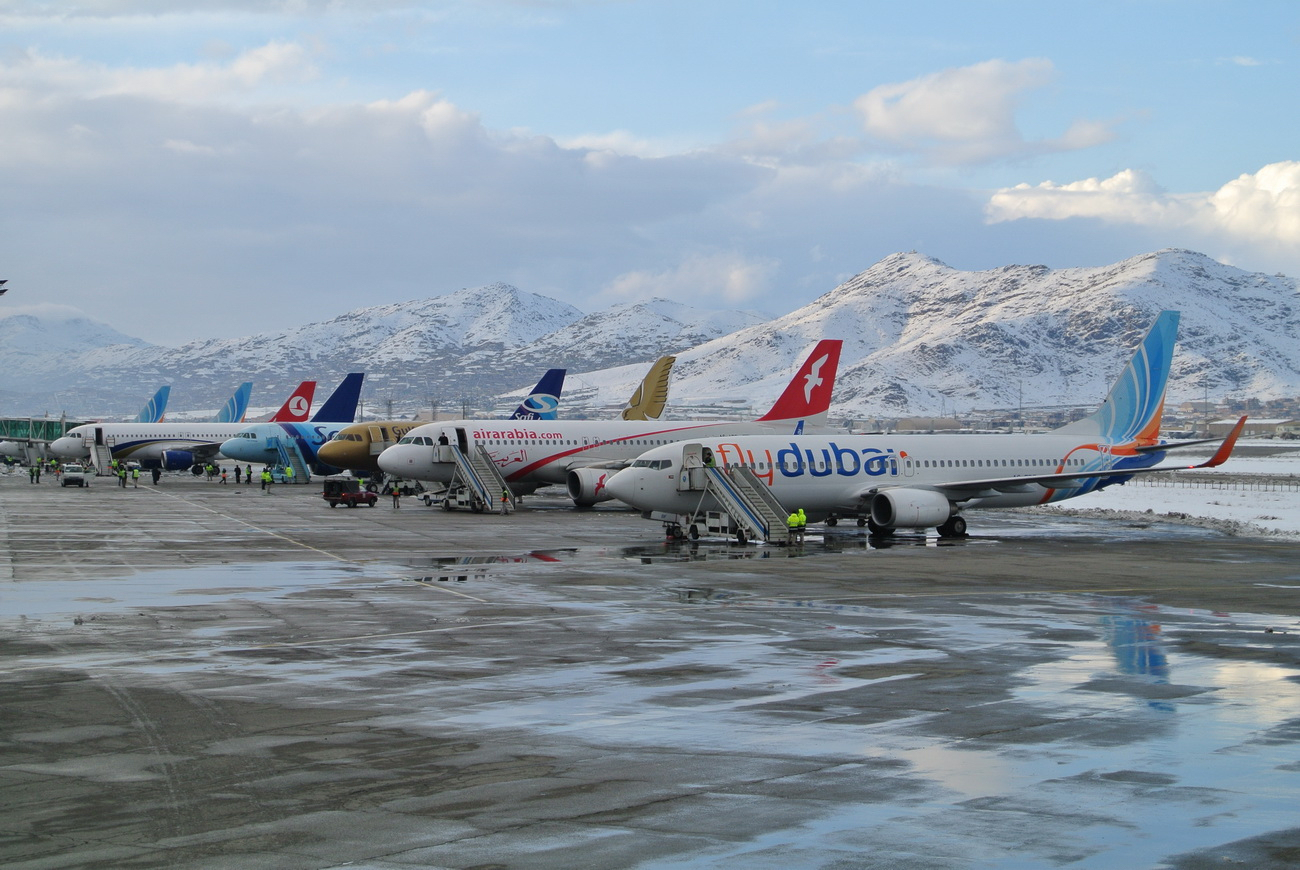
Aeronaves na ala internacional do aeroporto.

O Aeroporto Internacional de Cabul (IATA: KBL, ICAO: OAKB) (em pachto: دکابل نړیوال هوایی ډګر; persa: میدان بین المللی کابل), anteriormente nomeado Aeroporto Internacional Hamid Karzai (em persa: میدان هوائی بین المللی حامدکرزی; em pachto: د حامدکرزی نړيوال هوائي ډګر) também conhecido como Aeroporto Khwaja Rawash, é o principal aeroporto do Afeganistão. Localiza-se a 16 quilômetros do centro de Cabul, capital do país.
Foi construído no início da década de 1960, numa época em que o Afeganistão estava sendo modernizado e alcançando o resto dos países vizinhos. Durante os 10 anos da invasão soviética (1979-1989), o aeroporto ficou totalmente sob o controle do Exército Vermelho. Com a retirada das tropas soviéticas passou para controle das forças armadas afegãs, aliadas dos soviéticos, e posteriormente foi dominado por milícias privadas até o fim de 2001, quando os Estados Unidos e outros aliados invadiram o país.
Após a invasão de 2001, o Aeroporto de Cabul passou a ser utilizado unicamente para as Forças Armadas dos Estados Unidos e a Força Internacional de Assistência à Segurança (ISAF), uma força de paz liderada pela OTAN. Após o fim das sanções das Nações Unidas ao país, no início de 2002, pôde finalmente voltar a ser usado por companhias aéreas civis. O aeroporto foi ampliado e modernizado a partir de 2005. Um novo terminal internacional foi construído e o doméstico renovado. Uma série de bases militares também foram construídas ao redor do aeroporto, que eram usadas pelas Forças Armadas dos Estados Unidos e a Missão Apoio Resoluto (e a Força Internacional de Apoio à Segurança) da OTAN. A força aérea afegã também mantinha uma base no aeroporto, enquanto a Polícia Nacional Afegã era quem fornecia segurança nas entradas principais. Antes da tomada da capital pelo Talibã, o aeroporto fornecia voos regulares de e para o Paquistão, Índia, Irã, China, Turquia, Rússia, Uzbequistão, Tajiquistão e muitos dos estados árabes do Golfo. Até junho de 2016, o destino principal dos voos que partiam eram em direção ao aeroporto de Dubai, nos Emirados Árabes Unidos, com não menos que quatro companhias aéreas de passageiros voando na rota e algumas com vários voos diários.
Após a tomada de Cabul pelo Talibã em agosto de 2021, todos os voos civis foram cancelados e suspensos no médio prazo. Tropas dos Estados Unidos e de nações da OTAN ocuparam o local, enquanto o exército e polícia do governo afegão se dispersavam e desertavam seus postos. Em 17 de agosto de 2021, o aeroporto foi reaberto para o tráfego militar depois que sete pessoas morreram tentando fugir do país no dia anterior. A situação no aeroporto se tornou caótica, com os americanos controlando o perímetro e o Talibã cercando a região, com milhares de refugiados tentando abandonar o país. Em 26 de agosto, o perímetro externo do aeroporto foi atacado, quando um homem-bomba se explodiu numa das entradas, matando mais de 180 pessoas. Os Estados Unidos utilizaram o aeroporto por quase duas semanas para evacuar mais de 100 mil civis. Em 30 de agosto, as últimas aeronaves americanas deixaram a região, entregando o controle do aeroporto para o Talibã.